# Сан-Мигель (округ, Нью-Мексико)
Сан-Мигель (англ. San Miguel County) — округ в штате Нью-Мексико, США. Административный центр округа — Лас-Вегас. По данным переписи за 2010 год число жителей округа составляло 29 393 человека.

## География
По данным Бюро переписи населения США округ имеет общую площадь в 12 265 квадратных километров, из которых 12 214 км² занимает земля и 51,38 км² — вода. Площадь водных ресурсов округа составляет 0,42 % от всей его площади.
Округ Сан-Мигель расположен на высоте 1722 метров над уровнем моря. На северо-западной части округа находится часть гряды Сангр-де-Кристо с Хермит-Пиком (3128 метров) и Элк-Маунтин (3554 метров).

## История
В 1541 году экспедиция Франциско Васкеса де Коронадо прошла через окрестности округа. В 1620 году в пуэбло была направлена францисканская миссия, которая присоединилась к восстанию 1680 года против испанского правления. Округ Сан-Мигель был создан Мексикой в 1844 году; затем он стал частью Соединенных Штатов в 1852 году.
В 1893 году был основан университет Нью-Мексико-Хайлэндс. Госпиталь и университет являются основными работодателями в округе.

## Население
| Год переписи | Нас.  |  | %±     |
| ------------ | ----- |  | ------ |
| 1910         | 22930 |  | —      |
| 1920         | 22867 |  | −0,3%  |
| 1930         | 23636 |  | 3,4%   |
| 1940         | 27910 |  | 18,1%  |
| 1950         | 26512 |  | −5%    |
| 1960         | 23468 |  | −11,5% |
| 1970         | 21951 |  | −6,5%  |
| 1980         | 22751 |  | 3,6%   |
| 1990         | 25743 |  | 13,2%  |
| 2000         | 30126 |  | 17%    |
| 2010         | 29393 |  | −2,4%  |
| 2016         | 27760 |  | −5,6%  |

Согласно данным 2010 года в округе Сан-Мигель 1 город, 2 деревни, 12 статистически обособленных местностей. В 2010 году на территории округа проживало 29 393 человека (из них 49,9 % мужчин и 50,1 % женщин), насчитывалось 11 978 домашних хозяйств и 7275 семей. Расовый состав: белые — 66,6 %, афроамериканцы — 1,4 %, коренные американцы — 1,7 % и представители двух и более рас — 3,9 %. 76,8 % населения были латиноамериканцами.
Население округа по возрастному диапазону по данным переписи 2010 года распределилось следующим образом: 22,0 % — жители младше 18 лет, 5,6 % — между 18 и 21 годами, 57,2 % — от 21 до 65 лет и 15,2 % — в возрасте 65 лет и старше. Средний возраст населения — 40,7 лет. На каждые 100 женщин в Сан-Мигель приходилось 99,5 мужчин, при этом на 100 совершеннолетних женщин приходилось уже 98,6 мужчины сопоставимого возраста.
Из 11 978 домашних хозяйств 60,7 % представляли собой семьи: 38,6 % совместно проживающих супружеских пар (12,5 % с детьми младше 18 лет); 14,9 % — женщины, проживающие без мужей и 7,2 % — мужчины, проживающие без жён. 39,3 % не имели семьи. В среднем домашнее хозяйство ведут 2,34 человека, а средний размер семьи — 2,95 человека. В одиночестве проживали 32,5 % населения, 11,1 % составляли одинокие пожилые люди (старше 65 лет).

## Экономика
В 2015 году из 23 475 трудоспособных жителей старше 16 лет имели работу 9300 человек. В 2014 году медианный доход на семью оценивался в 42 841 $, на домашнее хозяйство — в 27 000 $. Доход на душу населения — 16 990 $. 21,4 % от всего числа семей в Сан-Мигель и 30,1 % от всей численности населения находилось на момент переписи за чертой бедности.